# Wiedemannia gubernans
Wiedemannia gubernans är en tvåvingeart som beskrevs av Axel Leonard Melander 1927. Wiedemannia gubernans ingår i släktet Wiedemannia och familjen dansflugor.
Artens utbredningsområde är British Columbia. Inga underarter finns listade i Catalogue of Life.